# Плунге
Плу̀нге (на литовски: Plungė; на жемайтийски диалект: Plongė; на полски: Płungiany) е град в Северозападна Литва, Телшяйски окръг. Административен център е на районната Община Плунге. Обособен е в самостоятелна градска енория с площ 11,78 км2.

## География
Градът се намира в етнографската област Жемайтия. Разположен е на 56 километра североизточно от Клайпеда и на 36 километра западно от Телшяй.

## История
Селището получило градски права през 1792 година.

## Население
Населението на града възлиза на 17 318 души (по приблизителна оценка от януари 2018 г.). Гъстотата е 1470 души/км2. До Втората Световна война градът е населяван от голяма еврейска общност, заличена в годините на Холокоста.
Демографско развитие

## Личности
През 1943 г. в града се ражда първата жена покорила връх К2, полската алпинистка Ванда Руткевич.

## Градове партньори
| - Красногорск, Русия - Менден, Германия - Bjerkreim, Норвегия - Боксхолм, Швеция | - Вилянди, Естония - Тукумс, Латвия - Голуб-Добжин, Полша - Брунтал, Чехия |